# Impious
Az Impious egy svéd death/thrash metal együttes. 1994-ben alakult meg.

## Története
1994-ben alakította meg Trollhättanban az együttest Valle Adzic és Martin Åkesson.

## Tagjai
- Vladimir 'Valle' Adzic - gitár
- Martin Åkesson  - ének
- Robin Sörqvist - gitár, basszus, 1995-től
- Mikael Norén - dobok, 2002-től
- Erik Peterson - basszusgitár, 2000-től

### Korábbi tagjai
- Johann Lindstrand - dobok, 1994 - 1996
- Uli 'Wolf' Johansson - dobok, 1996 - 2002
- Marko Tervonen  - dobok, 1996[1]

## Diszkográfiája
- Infernal Predomination (demó, 1995)
- Let There Be Darkness (demó, 1995)
- The Suffering (1996)
- Evilized (1998)
- Terror Succeeds (2000)
- The Killer (2002)
- The Deathsquad EP (2002)
- Hellucinate (2004)
- Born to Suffer (válogatáslemez, 2004)
- Holy Murder Masquerade (2007)
- Death Dominion (2009)